# Henryk Lenk
Henryk Lenk, ps. „Bakcyl”, „Szembor” (ur. 11 listopada 1894 w Łodzi, zm. 18 kwietnia 1969 w Warszawie) – podpułkownik lekarz Wojska Polskiego. 

## Życiorys
Urodził się 11 listopada 1894 w rodzinie Franciszka (zdun) i Jadwigi z domu Sicińska. Od 1905 uczęszczał do Gimnazjum Tomasza Niklewskiego, a od 1910 w II Szkoły Handlowej w Łodzi. Po jej ukończeniu otrzymał w czerwcu 1916 świadectwo dojrzałości. Następnie podjął studia będąc słuchaczem nadzwyczajnym na Wydziale Lekarskim Uniwersytetu Jagiellońskiego, a zwyczajnym od października 1917. Od lutego 1918 był w Krakowie członkiem Obywatelskiej Straży Honorowej, a od listopada kontynuował studia na Wydziale Lekarskim Uniwersytetu Warszawskiego.
Służył jako ochotnik w Wojsku Polskim od listopada 1918. Na początku w 21 pułku piechoty i awansował w nim od stopnia kaprala do podchorążego. W pułku był podoficerem sanitarnym od stycznia 1919, a od października pełniącym obowiązki lekarza. W okresie od stycznia do marca 1920 został odkomenderowany na studia. W kwietniu 1920 powrócił do macierzystego pułku na stanowisko zastępcy lekarza II batalionu. W grudniu 1920 został adiutantem szefa sanitarnego 8 Dywizji Piechoty. W marcu 1921 ponownie został odkomenderowany na studia. Pozostawał wówczas oficerem nadetatowym II batalionu sanitarnego w Lublinie z przydziałem służbowym do 13 pułku artylerii polowej w Równem na stanowisko młodszego lekarza pułku. W 1926 Minister Spraw Wojskowych przeniósł go ze Szpitala Wojskowego w Lidzie do 2 pułku ułanów w Suwałkach na stanowisko lekarza „z pozostawieniem na odkomenderowaniu na studiach do dnia 1 czerwca 1926”. W maju 1926 uzyskał dyplom doktora medycyny na Uniwersytecie Warszawskim.
Podczas zamachu majowego Józefa Piłsudskiego był w Komendzie Miasta lekarzem dyżurnym. 18 czerwca 1926 Minister Spraw Wojskowych przemianował go z porucznika podlekarza na porucznika lekarza ze starszeństwem z dniem 1 czerwca 1920 i 18. lokatą w korpusie oficerów sanitarnych. Od czerwca 1926 do lipca 1929 pełnił służbę na stanowisku lekarza 2 pułku ułanów w Suwałkach. W międzyczasie, od lipca do sierpnia 1927, pełnił funkcję lekarza garnizonu Białystok. 6 lipca 1929 otrzymał przeniesienie do 1 pułku strzelców konnych w Garwolinie na stanowisko lekarza. Od listopada 1936 lekarz 1 pułku szwoleżerów, a od października 1937 - 21 pułku piechoty w Warszawie.
Podczas kampanii wrześniowej 1939 był szefem sanitarnym 8 Dywizji Piechoty, a następnie szefem sanitarnym w Dowództwie Obrony Modlina. Ranny oraz dwukrotnie kontuzjowany powrócił do Warszawy. 
Przy ul. Felińskiego 4 zamieszkał podczas okupacji niemieckiej. Od stycznia 1941 w konspiracji w ZWZ–AK. 30 stycznia 1942 po aresztowaniu mjr. Czesława Jaworskiego został szefem sanitarnym Komendy Okręgu Warszawa Armii Krajowej. Rozkazem L.400/BP z 25 lipca 1944 awansowany do stopnia podpułkownika służby stałej ze starszeństwem z dniem 3 maja. Szef sanitarny Komendy Okręgu Warszawa AK w Powstaniu Warszawskim, która mieściła się początkowo w hotelu „Victoria”, a później w gmachu PKO. 3 października 1944 wydał rozkaz pożegnalny Do żołnierzy sanitariatu Okręgu Warszawskiego, w którym m.in. pisał: „64 dni i tyleż nocy walk powstańczych trwaliście na posterunku, pracując ofiarnie, z poświęceniem i nadludzkim wysiłkiem, w warunkach najgorszych, w jakich tylko służba zdrowia kiedyś pracowała”. 
Po wyzwoleniu pracował w Polskim Czerwonym Krzyżu, w którym był szefem sanitarnym, a następnie wicedyrektorem Zarządu Głównego, a od 1951 w przemysłowej służbie zdrowia. 
Zmarł w Warszawie 18 kwietnia 1969. Pochowany na cmentarzu Powązki Wojskowe w Warszawie (kwatera B18-2-31).

## Awanse
- porucznik – 3 maja 1922 zweryfikowany ze starszeństwem z dniem 1 czerwca 1920 i 10. lokatą w korpusie oficerów sanitarnych, grupa podlekarzy[8]
- kapitan – 18 lutego 1930 ze starszeństwem z dniem 1 stycznia 1930 i 6. lokatą w korpusie oficerów sanitarnych, grupa lekarzy
- major – 1937
- podpułkownik – 25 lipca 1944 ze starszeństwem z dniem 3 maja 1944

## Ordery i odznaczenia
- Krzyż Srebrny Orderu Virtuti Militari
- Krzyż Oficerski Orderu Odrodzenia Polski (13 września 1946)[9]
- Krzyż Walecznych (dwukrotnie)
- Złoty Krzyż Zasługi (10 listopada 1938)[10]
- Medal 10 Rocznicy Wojny Niepodległościowej (Łotwa)[11]